# العلاقات الباربادوسية الجنوب إفريقية
العلاقات الباربادوسية الجنوب أفريقية هي العلاقات الثنائية التي تجمع بين باربادوس وجنوب أفريقيا.

## مقارنة بين البلدين
هذه مقارنة عامة ومرجعية للدولتين:
| وجه المقارنة                                              | باربادوس       | جنوب أفريقيا |
| --------------------------------------------------------- | -------------- | --- |
| المساحة (كم2)                                             | 439            | 1.22 مليون |
| عدد السكان (نسمة)                                         | 285.72 ألف     | 57.73 مليون |
| الكثافة السكانية (ن./كم²)                                 | 65.08 ألف      | 47.32 |
| العاصمة                                                   | بريدج تاون     | بريتوريا، بلومفونتين، كيب تاون |
| اللغة الرسمية                                             | لغة إنجليزية   | لغة إنجليزية، اللغة الأفريقانية، اللغة النديبلي الجنوبية، اللغة السوثو الشمالية، اللغة السوتية، لغة سوازي، اللغة التسونجا، اللغة التسوانية، اللغة الفيندية، اللغة الكوسية، اللغة الزولوية |
| العملة                                                    | دولار بربادوسي | راند جنوب أفريقي |
| الناتج المحلي الإجمالي (بليون دولار)                      | 4.80 مليار     | 349.42 مليار |
| الناتج المحلي الإجمالي (تعادل القوة الشرائية) بليون دولار | 4.66 مليار     | 725.91 مليار |
| الناتج المحلي الإجمالي الاسمي للفرد دولار أمريكي          | 15.43 ألف      | 5.72 ألف |
| الناتج المحلي الإجمالي للفرد دولار أمريكي                 | 16.06 ألف      | 13.05 ألف |
| مؤشر التنمية البشرية                                      | 0.795          | 0.666 |
| رمز المكالمات الدولي                                      | +1246          | +27 |
| رمز الإنترنت                                              | .bb            | .za |
| المنطقة الزمنية                                           | 00             | ت ع م+02:00، أفريقيا/جوهانسبرغ ‏ |

## منظمات دولية مشتركة
يشترك البلدان في عضوية مجموعة من المنظمات الدولية، منها:
| علم المنظمة | اسم المنظمة                                 | تاريخ انضمام باربادوس | تاريخ انضمام جنوب أفريقيا |
| ----------- | ------------------------------------------- | --------------------- | ------------------------- |
|             | مؤسسة التنمية الدولية                       | 29 سبتمبر 1999        | 12 أكتوبر 1960            |
|             | يونسكو                                      | 24 أكتوبر 1968        | 4 نوفمبر 1946             |
|             | وكالة ضمان الاستثمار متعدد الأطراف          | 12 أبريل 1988         | 10 مارس 1994              |
|             | الأمم المتحدة                               | 9 ديسمبر 1966         | 7 نوفمبر 1945             |
|             | مجموعة دول أفريقيا والكاريبي والمحيط الهادئ | ?                     | ?                         |
|             | دول الكومنولث                               | ?                     | 11 ديسمبر 1931            |
|             | الاتحاد البريدي العالمي                     | ?                     | ?                         |
|             | البنك الدولي للإنشاء والتعمير               | 12 سبتمبر 1974        | 27 ديسمبر 1945            |
|             | الاتحاد الدولي للاتصالات                    | 16 أغسطس 1967         | 1910                      |
|             | منظمة حظر الأسلحة الكيميائية                | ?                     | ?                         |
|             | مؤسسة التمويل الدولية                       | 25 يونيو 1980         | 3 أبريل 1957              |
|             | منظمة التجارة العالمية                      | ?                     | 1995                      |
|             | منظمة الشرطة الجنائية الدولية               | ?                     | ?                         |

## وصلات خارجية
- موقع وزارة الخارجية الباربادوسية
- موقع وزارة الخارجية الجنوب أفريقية